# Episodi di Futurama (ottava stagione)
L'ottava stagione della serie animata Futurama, composta da dieci episodi, viene pubblicata negli Stati Uniti, da Hulu dal 24 luglio al 25 settembre 2023.

In Italia, la stagione viene pubblicata su Disney+ dal 24 luglio 2023. L'edizione italiana vede il cambio di diversi doppiatori rispetto alle stagioni passate: Leela ha la voce di Tiziana Avarista, dopo il ritiro di Pinella Dragani; Bender, dopo Dario Penne e Paolo Buglioni, è doppiato da Carlo Valli; il Dr. Zoidberg da Paolo Marchese, dopo il ritiro di Angelo Nicotra; Kif da Alessandro Budroni, dopo il ritiro di Vittorio Stagni; Mordicchio ha la voce di Stefano Alessandroni, che sostituisce David Chevalier, e Mamma ha la voce di Valeria Perilli dopo il ritiro di Serena Verdirosi. 
| n. | Codice di produzione | Titolo originale               | Titolo italiano                              | Pubblicazione     |
| -- | -------------------- | ------------------------------ | -------------------------------------------- | ----------------- |
| 1  | 8ACV01               | The Impossible Stream          | Il flusso impossibile                        | 24 luglio 2023    |
| 2  | 8ACV02               | Children of a Lesser Bog       | Figli di una palude minore                   | 31 luglio 2023    |
| 3  | 8ACV03               | How the West Was 1010001       | Come l'ovest era 1010001                     | 7 agosto 2023     |
| 4  | 8ACV04               | Parasites Regained             | Parassiti riconquistati                      | 14 agosto 2023    |
| 5  | 8ACV05               | Related to Items You've Viewed | Correlato agli articoli che hai visualizzato | 21 agosto 2023    |
| 6  | 8ACV06               | I Know What You Did Next Xmas  | So cos'hai fatto il prossimo Natale          | 28 agosto 2023    |
| 7  | 8ACV07               | Rage Against the Vaccine       | Rabbia contro il vaccino                     | 4 settembre 2023  |
| 8  | 8ACV08               | Zapp Gets Cancelled            | Zapp viene cancellato                        | 11 settembre 2023 |
| 9  | 8ACV09               | The Prince and the Product     | Il principe e il prodotto                    | 18 settembre 2023 |
| 10 | 8ACV10               | All the Way Down               | Fino in fondo                                | 25 settembre 2023 |

## Il flusso impossibile
- Titolo originale: The Impossible Stream
- Diretto da: Peter Avanzino
- Scritto da: Patric M. Verrone

### Trama
Ambientato dopo gli eventi dell'ultimo episodio, l'universo è congelato nel tempo. Il professor Farnsworth emerge da una curvatura temporale e fa ripartire l'universo dal momento in cui si è fermato. Dopo aver scoperto che tutti sono rimasti "freezati" per un sacco di anni, Fry si rende conto di non aver realizzato nulla in tutta la sua vita. Volendo compiere un'impresa memorabile decide di guardare tutte le serie televisive esistenti.
- Sottotitolo iniziale: Vendicati

## Figli di una palude minore
- Titolo originale: Children of a Lesser Bog
- Diretto da: Edmund Fong
- Scritto da: Eric Horsted

### Trama
Dopo che Amy ha provato le caramelle fatte in casa di Bender che ha preparato per Fry, l'adesività le fa staccare due denti. Mentre Amy prende un appuntamento per farsi sistemare i denti, il suo calendario le ricorda che sono passati vent'anni da quando Kif ha partorito dopo essere stato messo incinta da Leela, e che è ora che i bambini nascano tornando a riva. Amy e Kif tentano di conciliare la genitorialità dei loro tre nuovi figli con il lavoro di Kif come luogotenente di Zapp Branningan. Quando Amy, sopraffatta, chiede a Leela di fare da babysitter ai bambini, teme che potrebbero prendere in simpatia il loro genitore biologico invece che lei.
- Sottotitolo iniziale: È successo qualcosa mentre non c'eravamo?

## Come l'ovest era 1010001
- Titolo originale: How the West Was 1010001
- Diretto da: James Kim
- Scritto da: Nona di Spargement

### Trama
Il professor Farnsworth è in debito con la robot mafia dopo che ha perso tutti i suoi soldi in Bitcoin. L'equipaggio del Planet Express si dirige a Doge City,una città costretta a esistere come se fosse il Vecchio West a causa del mining di criptovalute che consuma tutta l'elettricità. Mentre è alla ricerca del tallio da vendere ai minatori di criptovalute locali della città, l'equipaggio intraprende vari lavoretti per guadagnare un reddito.
- Sottotitolo iniziale: Basato su un avvistamento di UFO

## Parassiti riconquistati
- Titolo originale: Parasites Regained
- Diretto da: Corey Barnes
- Scritto da: Maiya Williams

### Trama
Leela porta Mordicchio a passeggiare nel parco; lì il piccolo alieno ingoia un uomo ed il suo cane. Tornato a casa rigurgita una palla di pelo e un berretto da baseball, e inizia a non sentirsi troppo bene; anche la sua intelligenza sembra diminuire vistosamente, procurandogli una grande frustrazione. Leela lo porta dunque dal veterinario, la cui diagnosi è grave: il cervello di Mordicchio è infestato da vermi che lo stanno consumando. Il medico prescrive delle pillole che però sembrano non avere alcun effetto. Il professor Farnsworth scopre infatti che i dannosi vermi infestano non soltanto il cervello di Mordicchio, ma anche la sua cuccia che non può essere buttata e sostituita perché imbottita con sabbia proveniente dal suo pianeta natale. Rimane un'unica opzione: combattere ed eliminare i vermi sul loro terreno.
Grazie al raggio ingranditore di Farnsworth (a cui sono state rivoltate le lenti) Fry, Leela, Bender e Zoidberg vengono rimpiccioliti per poter raggiungere l'interno della cuccia. Lì trovano un ambiente desertico, popolato da flora e fauna variegate: funghi del pus, piccioni glabri, talpe-iena pigmee; dalla sabbia si alza una polvere detta glitter che sembra avere un lieve effetto allucinogeno. Trovano anche una tribù di scarafaggi stercorari che per un momento pensano - ricredendosi immediatamente - che Fry possa essere il Messia da loro atteso.
Leela e gli altri si alleano con gli scarafaggi sulla base della comune ostilità ai vermi. La sciamana della tribù entra nella "camera del glitter", dove un vortice della mistica polverina le consente di vedere con la mente l'intero percorso tra le dune, sino alla Grande Sfera: lì si trovano i vermi.
Grazie alle indicazioni ricevute Leela e gli altri raggiungono la Sfera, che in realtà è una delle deiezioni di Mordicchio, trovano i vermi e con loro ingaggiano una feroce battaglia.
All'improvviso tra i contendenti atterra la navetta di Mordicchio, che nel laboratorio ha respirato una nube di glitter fuoriuscita dalla cuccia. Il piccolo alieno pronuncia un discorso, rivelando di aver finalmente compreso la bellezza del creato, dove tutto è interconnesso e dove è normale consumare ed essere consumati; dichiara quindi di accettare il proprio destino. Malgrado la mancanza di occhi azzurri e capelli biondi gli scarafaggi riconoscono il lui l'atteso Messia, Mordicchio però torna indietro con gli altri.
Al laboratorio Leela è affranta all'idea di perdere Mordicchio. Così, malgrado il rischio, si rimpicciolisce di nuovo e torna dagli scarafaggi per entrare nella "camera del glitter" e cercare una soluzione. Lì il vortice di polvere la mette in grado di capire che i vermi che infestano Mordicchio in realtà avrebbero dovuto renderlo più intelligente, come era accaduto a Fry, che in passato lì aveva ospitati nel proprio apparato digerente. Hanno avuto l'effetto contrario solo perché sono a loro volta infestati da minuscoli acari. Questi ultimi vengono eliminati a forza di energici pestoni, e Mordicchio è salvo.
- Sottotitolo iniziale: Trova la storia nascosta![5]

## Correlato agli articoli che hai visualizzato
- Titolo originale: Related to Items You've Viewed
- Diretto da: Andrew Han
- Scritto da: David A. Goodman

### Trama
La planet express è in crisi, causata dal Boom economico di Momazon, una nuova ditta di consegne molto più efficiente gestita da Mamma e situata sulla Luna. 
Leela si trasferisce da Fry, e Bender comincia a sentirsi messo da parte. I tre effettuano una consegna di escrementi di Toro sulla Luna, nella fattoria del vecchio fattore, proprio accanto alla sede Momazon. La sede ha portato alla formazione di un vero e proprio comitato di protesta degli abitanti della Luna, a cui Bender, Leela e Fry partecipano. A sorpresa, è presente anche mamma, che prende la parola e corrompe tutti i presenti regalando Invesa, chiara parodia di Alexa, e proponendo al trio un giro nel magazzino, un enorme complesso di consegne con dipendenti robot.
Bender, preso dalla gelosia, diventa dipendente di Momazon per sentirsi non escluso e mamma lo prende con sè, mentre Fry e Leela tornano a casa e abusano del servizio di consegne Momazon per arredare l'appartamento. Mamma inizia il suo grande progetto economico grazie ad Invesa, che spia gli utenti per inviare loro pubblicità di prodotti di cui hanno bisogno (creandolo anche quando il bisogno non c'è) per farli acquistare su Momazon, e facendo fallire tutte le piccole imprese.
Bender viene ben presto inglobato nel sistema e obbligato a rimanere a lavorare contro la sua volontà, riuscendo però ad inviare il messaggio d'aiuto ai suoi amici, tramite delle pasticche per la diarrea inviate con Invesa. Fry e Leela quindi, insieme al professore irrompono nell'ufficio di Mamma che, insieme ai suoi tre figli, accedono al complesso Momazon per indagare sulla richiesta d'aiuto. È lì che scoprono che Invesa ha preso il controllo di tutto e il suo obiettivo è espandere il magazzino Momazon all'infinito. Mamma sta per disattivare Invesa fino a quando non apprende che i guadagni della struttura e del servizio finiscono comunque nelle sue tasche. Appreso ciò, rinuncia a disattivarla e ritorna nella navetta insieme agli altri, che recuperano Bender e si apprestano ad uscire dal magazzino.
Risulta però impossibile, Invesa è troppo potente e il magazzino cresce più in fretta della velocità massima della navetta. Tornano così alla Planet, osservando la terra che, senza sole, si prepara a congelare. L'impianto però, si espande anche oltre il sole, finché quest'ultimo non contiene tutto l'universo. Intrappolati nella struttura, tutti sono felice perché avere Momazon attorno vuol dire averla ovunque, rendendo il servizio comodissimo e imbattibile.
Bender accetta la convivenza con Fry e Leela, felice di essere il terzo incomodo.
- Sottotitolo iniziale: Vi avevamo avvisati, ma non avete ascoltato!

## So cos'hai fatto il prossimo Natale
- Titolo originale: I Know What You Did Next Xmas
- Diretto da: Crystal Chesney-Thompson
- Scritto da: Ariel Ladensohn

### Trama
Manca una settimana a Natale e, come tutti gli anni sulla Terra, ci si prepara per l'arrivo del Malvagio Babbo Natale Robot, pronto a punire con la violenza chiunque gli capiti a tiro. Tutti si riuniscono alla Planet per decorare con sistemi difensivi l'edificio.
Durante i preparativi, Bender riceve nella sua calza un biglietto anonimo, con su scritto "So cos'hai fatto il prossimo Natale".
Il professore annuncia a tutti di aver modificato la sua macchina del tempo,ampliando alla possibilità di viaggiare indietro nel tempo e non solo avanti. La sua soluzione è infatti di tornare da solo nel 2801 (anno in cui Babbo Natale robot si guastò diventando la macchina assassina del presente) così da coglierlo di sorpresa e invertire la polarità del suo sensore "buoni e cattivi", posto dietro alla nuca.
Il professore quindi parte alla volta del passato, ripercorrendo a ritroso la storia dell'universo, riuscendo ad invertire il sensore e tornando nel presente.
Alla notizia del Babbo Natale robot riparato, tutti si rilassano e decidono di passare i giorni che mancano a Natale ognuno con i propri cari (Fry con Cubert e il Professore e dopo con Leela e la sua famiglia, Hermes con Amy, i rispettivi coniugi e figli).
Tutti tranne Zoidberg e Bender, entrambi senza cari. I due, dopo il rifiuto categorico del secondo, si ritrovano ad ubriacarsi insieme.
Presi dallo stato di ebbrezza e dalla rabbia, attuano un piano improvvisato: usare la macchina del tempo del professore per tornare indietro, per rapire Babbo Natale robot così che non consegni i regali per rovinare il Natale a tutti. Così fanno, parcheggiando il Babbo Natale robot legato dentro ad un magazzino dell'edificio.
I due pensano così di aver risolto la situazione, finché Babbo Natale Robot non fugge, inseguendo Zoidberg e Bender. Robot Natale scivola così nella melma di Zoidberg, prendendo la scossa e andando in cortocircuito. I due cercano così di nascondere il misfatto provando vari modi per disfarsi del cadavere del robot, mentre vediamo i vari nuclei familiari preparare il tradizionale tacchino ognuno a modo loro.
La sera di Natale tutti bussano alla porta dell'azienda, mentre Zoidberg e Bender sono ancora intenti a pensare a come nascondere il misfatto.
Leela entra con la forza, mentre Bender smonta il corpo e nasconde le sue parti con vari espedienti (la testa come scodella per il punch per esempio). Tutti attendono Babbo Natale robot con gioia, per poi scoprire che il robot non è per niente diventato buono, ma è sempre il Babbo Natale assassino di sempre. Il professore realizza così di essere stato partecipe di un vero e proprio loop: è stato proprio lui quindi la causa misteriosa della pazzia di Babbo Natale, avvenuta nel 2801, invertendo il sensore da buono a cattivo, con l'intenzione di fare l'inverso. 
Babbo Natale robot spunta dal camino, mentre tutti si nascondono terrorizzati. È in quel momento che appare la macchina del tempo. Bender e Zoidberg si lanciano all'attacco e rapiscono Babbo Natale robot, rivelando così come i due non hanno viaggiato nel passato ma nel futuro, salvando di fatto tutti - anche loro stessi del futuro - e creando un secondo loop. 
La testa del robot rivela di essere stato lui a scrivere il biglietto a Bender, rivelando di sapere cosa Bender avrebbe fatto il prossimo Natale, ovvero diventare amico con Zoidberg.
- Sottotitolo iniziale: La mente alveare dice: rilassati
- Nota: l'episodio è dedicato alla memoria del rapper Coolio (deceduto il 28 settembre 2022). Il rapper ha doppiato Kwanzaa-bot, che appare nella puntata e improvvisa un freestyle natalizio a tema Futurama durante i titoli di coda.

## Rabbia contro il vaccino
- Titolo originale: Rage Against the Vaccine
- Diretto da: Edmund Fong
- Scritto da: Cody Ziglar

### Trama
La puntata si apre con una manifestazione, indetta dal sindaco di New New York, che dichiara per la terza volta nella storia la fine della pandemia da Covid-19 (dopo il 2021 e il 2547) trasmessa in Tv, dove i membri della Planet express la stanno seguendo.
Un'edizione straordinaria del notiziario interrompe bruscamente la manifestazione per dichiarare l'avvento di una nuova variante del virus, l'EXPLOVID-23, diffuso dai mutanti, che vengono quindi tenuti nelle fogne, impossibilitati ad andare in superficie. Il virus ha come principali sintomi una lieve tosse e soprattutto una rabbia incontrollabile. Grazie ad un test sviluppato dal professore da utilizzare per via nasale, Leela viene certificata come primo membro dell'ufficio contagiata dall'EXPLOVID-23, dato che è a stretto contatto con la sua famiglia mutante. E così, mentre la pandemia imperversa, Hermes parte per un viaggio rocambolesco nella New New Orleans, per trovare una cura di origine magica contro il virus. Hermes infatti è convinto che la variante sia in realtà una forma di Zombismo, e che l'unico modo per curarlo possa essere il Voodoo.
- Curiosità: la puntata è particolarmente ricca di camei e ritorni di personaggi storici e di secondo piano della serie: Umbriel e suo padre (dalla 2×12, "Profondo Sud"), il figlio di Lrrr e Ndnd (dalla 7x16, "T: l'umano"), Barbados Slim (storico amante di LaBarbara e rivale di Hermes), Ogden Werstrom (acerrimo rivale del professore), la cartomante Robot (dalla 2x18 "La macchina satanica", 3x20 "Il mestiere di dio" e la 6x19 "Fantasma nelle macchine") e Il dottor Banjo (dalla 6x09 "Origine meccanica" e 7x17 "Fry e Leela").
- Sottotitolo iniziale: Prova a staccare la spina e a riattaccarla

## Zapp viene cancellato
- Titolo originale: Zapp Gets Cancelled
- Diretto da: James Kim
- Scritto da: Shirin Najafi

### Trama
È la Giornata Nazionale della Ciambella e la Nimbus, capitanata da Zapp Brannigan, sta affrontando una dura battaglia contro un'astronave di fuoco. Durante una pausa nello scontro Brannigan si concede una doccia: ma la fa in pubblico, sul ponte di comando, usando per di più il suo assistente Kif come spugna per strofinarsi. La doccia inoltre ha prosciugato l'intera riserva idrica, per cui diventa impossibile contrastare il nemico con il cannone ad acqua. Quando il capitano sta per firmare la resa, punge accidentalmente Kif con la penna: resosi conto di quanti liquidi contenga il corpo del suo tenente, lo spreme usandolo per annientare finalmente il nemico. 
Questa però è letteralmente la goccia che fa traboccare il vaso: stanco delle continue angherie Kif presenta una lamentela ufficiale e contro Brannigan viene organizzata un'udienza disciplinare al termine della quale è riconosciuto colpevole di bullismo e molestie. La pena è severa: Zapp viene cancellato. Gli viene tolto il grado di capitano, è obbligato a frequentare un corso di sensibilizzazione e sul petto gli viene appuntata una "C" scarlatta che sottolinea la sua condizione di reietto.
Il comando della Nimbus viene affidato a Leela che, ormai scontenta del lavoro senza prospettive alla Planet Express, aveva presentato domanda di assunzione alla DOOP soltanto un'ora prima. Kif prende un periodo di congedo per passare del tempo con Amy ed i ragazzi, quindi Leela sceglie Fry come suo secondo, mentre Bender si autoproclama ufficiale scientifico. Tutti insieme si imbarcano e l'astronave parte in missione di pace alla volta di un lontano pianeta.
Nel frattempo al corso di sensibilizzazione Brannigan e altri due reprobi cancellati hanno conosciuto il loro addestratore, il dottor Gary Gentilezza. Di sgradevole aspetto e capace di altrettanto sgradevole violenza, il dottore li sottopone alle stesse angherie ed umiliazioni che hanno spesso inflitto agli altri, nel tentativo di fare loro comprendere quali siano i giusti comportamenti. Poi dà inizio ad una missione simulata dove però la violenza continuerà ad essere vera.
Sul pianeta la delegazione DOOP viene ben accolta; gli abitanti tuttavia, per stabilire amichevoli rapporti, hanno un rituale di palpeggiamento che Leela giudica sgradevole e inappropriato. Il nuovo capitano scopre inoltre che la missione di pace è solo una copertura: il vero obiettivo è far firmare agli abitanti del pianeta un trattato che ceda alla Terra i diritti di sfruttamento della loro aria. Sul pianeta infatti ogni cosa funziona ad alimentazione pneumatica e l'aria proviene da un enorme buco che funge da sfiatatoio per il nucleo congelato. 
Di lì a poco la situazione si complica: dopo aver attaccato la Nimbus, la navetta del dottor Gentilezza atterra sul pianeta. La missione simulata in realtà è vera: il dottore è un impostore, ha preso il posto dell'addestratore (dopo averlo sopraffatto) e minaccia di inquinare per sempre l'aria del pianeta gettando nello sfiatatoio un durian, il frutto più puzzolente dell'universo. Gentilezza tuttavia è anche un noto palpeggiatore, così quando gli abitanti lo circondano per il loro rituale di benvenuto non si oppone.
Con un certo ritardo Bender ha finalmente ricondotto la Nimbus nello spazio aereo del pianeta. L'unico modo per fermare il dottore sarebbe sparargli dall'astronave; Leela però, per non uccidere anche gli abitanti del pianeta, rifiuta di far aprire il fuoco. Viene pertanto esautorata e il comando torna a Zapp Brannigan che proprio in quel momento ha finito il corso ed è stato riabilitato. Zapp però sembra davvero aver imparato qualcosa e anche lui rifiuta di aprire il fuoco. Viene esautorato e il comando passa a Gentilezza, che è stato a sua volta appena riabilitato: il dottore non ha gli stessi scrupoli degli altri due e non esita a dare l'ordine di sparare, causando così la propria eliminazione. Con prontezza Leela riesce ad evitare che il frutto schizzato dalle mani del dottore finisca nello sfiatatoio e salva così il pianeta, che per togliersi di torno i visitatori firma il trattato senza nemmeno leggerlo.
Al ritorno sulla Terra Leela riceve una medaglia per il suo eroismo, ma viene anche congedata con disonore per non aver eseguito gli ordini. Rientra così alla Planet Express dove Fry la rende felice facendole capire che per lei la cosa migliore non è tanto essere un capitano, ma proprio essere se stessa.
- Sottotitolo iniziale: Se riesci a leggere questo, sei troppo lontano dallo schermo

## Il principe e il prodotto
- Titolo originale: The Prince and the Product
- Diretto da: Corey Barnes
- Scritto da: Ari John Kaplan ed Eric Kaplan

### Trama
L'episodio è costituito da una storia principale intervallata da tre intermezzi, presentati come spot pubblicitari. Nelle loro storie secondarie i personaggi ricorrenti della serie abbandonano l'aspetto umanoide e si trasformano in giocattoli che alla fin fine equivalgono ai prodotti reclamizzati.
Storia principale:
 Per conto della Planet Express, Fry e Leela consegnano al Re dello Spazio un'effige della defunta consorte, la Regina Infinita: un ritratto realizzato con formati di pasta.
In occasione della consegna Leela conosce anche il Principe, di cui si innamora follemente. La relazione tra i due procede veloce: dopo essersi appartati soltanto per una mezz'oretta Leela e il Principe decidono di sposarsi. Al progetto si oppone però Fry, che non vuole perdere l'amata, e anche il Re, che giudica la ragazza troppo inferiore agli standard richiesti.
Fry tuttavia cambia presto idea: dando la precedenza alla felicità dell'amata più che alla propria, si tira indietro e anzi si spinge a sfidare a duello il Re per strappargli il consenso al matrimonio. Il Re accetta la sfida: se Fry vincerà il matrimonio si farà, se perderà gli verrà tagliata la testa.
Al momento del duello Leela, sapendo che Fry non è un gran combattente, si propone di sostituirlo come suo campione. Scesa in campo, trafigge l'avversario, solo per scoprire che si tratta del suo amato Principe, dato che anche il Re aveva scelto il figlio come proprio campione.
Di lì a poco, dopo aver scoperto che il suo rapido innamoramento era dovuto ad un incantesimo, Leela si riconcilia con Fry e torna a casa con lui.
Primo intermezzo:
 I membri della Planet Express sono pupazzetti caricati a molla con una chiavetta. Un giorno, con sgomento, si rendono conto che Fry sta per esaurire la carica. Mentre lo stesso Fry sembra rassegnato ad accettare il proprio destino, Bender si fa domande che lo conducono a consultare vari guru e guide spirituali dai cui consigli trae il concetto del rinnovamento continuo della vita. Forte delle sue nuove convinzioni riesce a rivitalizzare Fry, ricaricandolo; contemporaneamente però consuma la propria carica.
Sembra però che i saggi avessero ragione, e Bender inizia un ciclo di reincarnazione. Precipitato da un monte, i suoi pezzi finiscono in un vulcano; il metallo fuso si trasforma successivamente in un aereo, che però si schianta. Il finale della storia principale mostra poi l'ennesima reincarnazione del robot: l'astronave con cui Fry e Leela rientrano sulla Terra dopo il duello altri non è che lo stesso Bender.
Secondo intermezzo:
 I personaggi sono macchinine. Al ritorno da una missione su Saturno, dove hanno consegnato un tratto di pista, vengono a conoscenza di un'inquietante notizia: molti sono morti dopo aver visto un video a cui è seguita una telefonata che in apparenza offriva il rinnovo dell'assicurazione scaduta.
Malgrado siano a conoscenza dell'accaduto, Amy, Leela, Fry e Bender cadono uno dopo l'altro nella trappola. Rintracciata la tana dove il mostro attira le sue vittime, anche il professor Farnsworth ha un incidente. 
Rimane incolume solo Hermes, il quale scopre che il responsabile di tutto è l'insospettabile Zoidberg: volendo vendicarsi per l'emarginazione a cui è costantemente costretto dagli altri, ha preso vari pezzi delle sue vittime per migliorarsi e potenziarsi.
Approfittando di un momento di distrazione di Zoidberg, gli altri riescono a prendere il controllo dell'auto ibrida; fuggono ma di lì a poco si schiantano. Amy tuttavia li rassicura, dicendo di aver rinnovato davvero l'assicurazione.
Terzo intermezzo:
 Farnsworth, Fry, Amy e Zoidberg sono paperelle di gomma. Al ritorno da una consegna iniziano a farsi domande sulla reale estensione del loro mondo acquatico e decidono di intraprendere un viaggio di esplorazione. Navigando si imbattono infine in una terra in cui abitano Leela, Bender e altri che hanno forma di ovetti.
Tra Fry e Leela scocca la scintilla, ma durante un banchetto emergono tutte le differenze tra le due razze; scoppia una lite che si trasforma rapidamente in aperto conflitto. Lo scontro è durissimo e porta all'annientamento di tutti i partecipanti. Poco prima di spirare, Fry e Leela si dicono però che il loro amore sarà comunque eterno.
Ed infatti dai loro corpi emergono un baby-Fry in forma di ovetto e una baby-Leela in forma di paperella, a conferma dell'avvenuta mescolanza.
- Sottotitolo iniziale: Di cosa parlano i chatbot nel tempo libero?

## Fino in fondo
- Titolo originale: All the Way Down
- Diretto da: Ira Sherak
- Scritto da: David X. Cohen

### Trama
Il professor Farnsworth annuncia ai membri della Planet Express che grazie al suo Simputron, un enorme e potente macchinario, è riuscito a generare una simulazione dell'intero universo. Al centro del tavolo per le riunioni proietta infatti una simulazione della stessa Planet Express, con i personaggi che vi lavorano; la definizione dell'immagine è però molto bassa per cui gli elementi hanno forme lineari e squadrate che li fanno somigliare a creazioni Lego. In ogni caso Bender, Leela e Fry simulati partono per una consegna che li conduce su Italia Spaziale, un pianeta a forma di stivale tricolore. Giunti a Roma, presso la Fontana di Trevi, Bender provoca un incidente in cui il Papa viene colpito dal pacco da consegnare. Mentre il robot viene arrestato, Leela e Fry, più innamorati che mai, si concedono un tour romantico in varie città (Pisa, Firenze, Venezia).
Al di fuori della simulazione Farnsworth e gli altri capiscono che i personaggi ricreati credono di essere reali. Mentre Bender entra in crisi perché pur rivendicando un livello di realtà pari agli altri è consapevole di essere stato costruito e quindi di essere sostanzialmente diverso, Amy si chiede se per tutti loro possa essere lo stesso: hanno sempre dato per scontato di essere veri, ma se invece esistesse un altro professor Farnsworth, autore della simulazione che li contiene? Farnsworth lo esclude categoricamente, poi cambia idea e contraddicendo se stesso ammette la possibilità ventilata. In ogni caso vorrebbe spegnere il macchinario per risparmiare sull'astronomica bolletta dell'energia, ma la sua debolezza non gli consente di staccare la spina; la simulazione va dunque avanti.
Sostanzialmente il professore crede che i personaggi della simulazione non siano vivi; Bender, che in qualità di intelligenza artificiale si sente molto coinvolto, gli fa tuttavia promettere di mantenerli attivi perché a suo giudizio ne è responsabile, e gli chiede anche di non rivelar loro la verità.
Ancora preoccupato per i consumi, Farnsworth si mette allora alla ricerca di una migliore fonte di elettricità; dopo una seduta in bagno (l'ambiente in cui a suo dire gli vengono le idee più brillanti) dichiara di averla trovata. Proprio sotto la sede della Planet Express passa la rete fognaria della città: basterà raggiungerla e impiantare una turbina con cui alimentare privatamente il Simputron. Il piano va a buon fine e dopo che Scruffy ha disinfettato l'astronave con cui si è raggiunta e trivellata la rete fognaria, Farnsworth e gli altri dispongono della nuova fonte di alimentazione: grazie alla maggior potenza la simulazione presenta finalmente un'ottima risoluzione delle immagini e i personaggi che vi agiscono sono in tutto e per tutto duplicati di quelli reali.
Ma anche nella simulazione il professore rivela orgogliosamente di aver generato una simulazione dell'intero universo e ne mostra la proiezione (ancora a bassa risoluzione), lasciando intendere che possa esistere una serie di repliche a scatole cinesi e suscitando negli altri le stesse domande e gli stessi dubbi che già avevano assalito i personaggi di partenza. 
Per determinare con certezza il loro grado di realtà, Farnsworth e gli altri appartenenti alla prima simulazione decidono di cercare un fenomeno tanto potente da non essere simulabile ad opera di un computer: ad esempio il collasso di una magnetar, una stella di neutroni. Dopo aver tentennato, incerti fra il desiderio di sapere e la tentazione di rimanere nell'ignoranza, partono per provocare il collasso della stella.
Nella realtà Farnsworth si dispera perché sa che il suo macchinario non è in grado di gestire l'evento. Poiché è ormai inevitabile che i personaggi simulati scoprano la propria irrealtà, il professore cede alle preghiere di Bender che vuole entrare nella simulazione per rivelare agli altri la verità nel modo meno traumatico possibile. Inietta il codice del vero Bender in quello simulato e spedisce il robot a prenderne il posto.
Bender si ritrova dunque sull'astronave proprio mentre inizia il bombardamento della stella. Vorrebbe fare ciò per cui è venuto, ma viene frenato da una dichiarazione di Fry, secondo il quale non è poi così importante se si è reali o no, ma è importante ciò che si sente: anche se lui non fosse reale, il suo amore per Leela lo è.
Probabilmente provenendo da un livello di realtà superiore a quello della serie, un Bender si risveglia nel corpo del robot proprio mentre il Simputron minaccia di esplodere per il sovraccarico. Dice al professore che sa come salvare la simulazione a cui tiene tanto: rallentando il processore. Farnsworth applica la variante suggerita e ottiene il risultato sperato. Ora però la simulazione è diventata lentissima, un secondo di questa può corrispondere ad un secolo nella realtà, quindi da seguire risulterà noiosissima.
Nella simulazione intanto la magnetar collassa e l'esplosione provoca una serie di glitch che rivelano la simulazione stessa. Fry e Leela però, persi uno nello sguardo dell'altra, non se ne accorgono nemmeno.
- Sottotitolo iniziale: "VENI, SEDI, VIDI".[10]